# Snobbar som jobbar
Snobbar som jobbar (engelska: The Persuaders!) är en brittisk TV-serie med Roger Moore och Tony Curtis i huvudrollerna som miljonärerna Brett Sinclair och Danny Wilde. 
De två huvudpersonerna, den engelske aristokraten Brett Sinclair och amerikanen Danny Wilde tvingas arbeta ihop och jaga skurkar för att undvika ett fängelsestraff.

## Historik
Sammanlagt 24 avsnitt filmades i Storbritannien, Frankrike och Italien från maj 1970 till juni 1971. Serien sändes på ITV från den 17 september 1971 till den 25 februari 1972. I många länder i Europa blev serien en stor tittarsuccé, bland annat i Sverige där den sågs av varannan svensk, men i USA hade den begränsad framgång efter att ha sänts på samma tid som På farligt uppdrag. Produktionsbolaget ville göra en andra säsong men Roger Moore valde att istället fokusera på sin nya roll som James Bond.
Det musikaliska ledmotivet komponerades av John Barry.
Snobbar som jobbar premiärvisades i SVT1 redan med start kl 22:30 den 4 september 1971–1972 och repriserades 1976 och 1986.

## Lista över avsnitt
1. "Overture"
2. "The Gold Napoleon"
3. "Take Seven"
4. "Greensleeves"
5. "Powerswitch"
6. "The Time and the Place"
7. "Someone Like Me"
8. "Anyone Can Play"
9. "The Old, the New, and the Deadly"
10. "Angie... Angie"
11. "Chain of Events"
12. "That's Me Over There"
13. "The Long Goodbye"
14. "The Man in the Middle"
15. "Element of Risk"
16. "A Home of One's Own"
17. "Five Miles to Midnight"
18. "Nuisance Value"
19. "The Morning After"
20. "Read and Destroy"
21. "A Death in the Family"
22. "The Ozerov Inheritance"
23. "To the Death, Baby"
24. "Someone Waiting"